# Архиепархия Натала
 Архиепархия Натала  (лат. Archidioecesis Natalensis) — архиепархия Римско-Католической церкви с центром в городе Натал, Бразилия. В митрополию Натала входят епархии Кайко, Мосоро. Кафедральным собором архиепархии Натала является церковь Введения во храм Пресвятой Девы Марии.

## История
29 декабря 1909 года Римский папа Пий X выпустил буллу Apostolicam in singulis, которой учредил епархию Натала, выделив её из епархии Параибы (сегодня — Архиепархия Параибы). В этот же день епархия Натала вошла в митрополию Сан-Салвадора-да-Баия.
5 декабря 1910 года епархия Натала передала часть своей территории архиепархии Олинды (сегодня — Архиепархия Олинды-и-Ресифи), вступив в митрополии Параибы.
28 июля 1934 года и 25 ноября 1939 года епархия Натала передала часть своей территории в пользу возведения новых епархий Мосоро и Кайко.
16 февраля 1952 года Римский папа Пий XII выпустил буллу «Arduum onus», которой возвёл епархию Натала в ранг архиепархии.

## Ординарии епархии
- епископ Joaquim Antônio d’Almeida (23.10.1910 — 14.06.1915);
- епископ Antônio dos Santos Cabral (1.09.1917 — 21.11.1921) — назначен епископом епархии Белу-Оризонти;
- епископ José Pereira Alves (27.10.1922 — 27.01.1928) — назначен епископом епархии Нитероя;
- архиепископ Marcolino Esmeraldo de Sousa Dantas (1.03.1929 — 8.04.1967);
- архиепископ Nivaldo Monte (1.09.1967 — 6.04.1988);
- архиепископ Alair Vilar Fernandes de Melo (6.04.1988 — 27.10.1993);
- архиепископ Heitor de Araújo Sales (27.10.1993 — 26.11.2003);
- архиепископ Matias Patrício de Macedo (26.11.2003 — 21.12.2011);
- архиепископ Jaime Vieira Rocha (21.12.2011 — 5.07.2023);
- архиепископ João Santos Cardoso (5.07.2023 — по настоящее время).

## Источник
- Annuario Pontificio, Ватикан, 2007
- Булла Arduum onus, AAS 44 (1952), p. 601 Архивная копия от 3 февраля 2020 на Wayback Machine  (лат.)